# Pentatomomorpha

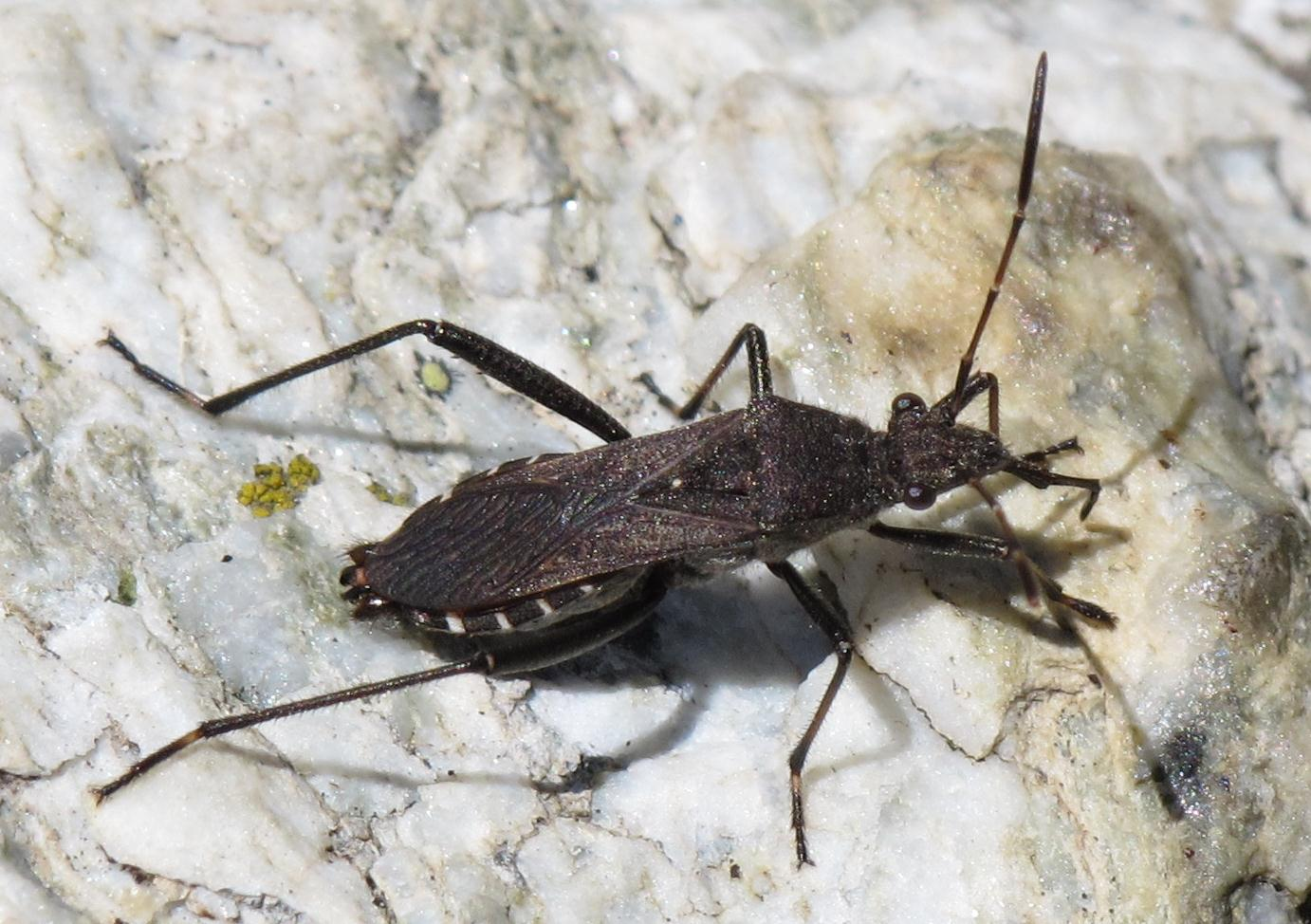
Alydus calcaratus

Die Pentatomomorpha (Baumwanzen i. w. S.) sind eine Teilordnung der Wanzen (Heteroptera). Die Verwandtschaftsgruppe umfasst weltweit etwa 12.500 bis 15.000 beschriebene Arten und ist damit nach den Cimicomorpha die zweite große Teilordnung der Wanzen. In Europa kommen rund 1000 Arten und Unterarten vor., davon 282 Arten in Deutschland. Anders als bei den meisten übrigen Wanzenarten handelt sich hauptsächlich um pflanzenfressende Tiere. Zur Teilordnung gehören einige der größten landbewohnenden Wanzenarten der Welt. Die Gruppe umfasst auch einige Wanzenarten mit wirtschaftlicher Bedeutung als Schädlinge in der Landwirtschaft.

## Merkmale
Die Fühler der Tiere sind drei- bis fünfgliedrig, wobei die letzten zwei Glieder in der Regel länglich-oval oder spindelförmig und nie geißelförmig sind. Das Labium ist bei allen Arten in vier deutlich erkennbare Segmente gegliedert, von denen das erste gut entwickelt ist. Das Schildchen (Scutellum) ist bei der Überfamilie Pentatomoidea vergrößert und überdeckt bei manchen Arten den gesamten Hinterleib. Die Vorderflügel von langflügeligen (makropteren) Individuen sind immer als Hemielytren mit einem verhärteten und einem membranösen Teil ausgebildet. Die Unterbrechung der Costalader ist nie ausgebildet. Die Aderung des membranösen Teils der Vorderflügel ist manchmal nicht ausgebildet, so wie bei vielen Arten der Rindenwanzen (Aradidae). Wenn sie vorhanden ist, besteht sie aus zumindest fünf Adern. Häufig sind sie zahlreich und bilden ein anastomotisches Netzwerk. Die Praetarsen aller Beine haben immer gleich entwickelte Klauen, die in der Regel gleichmäßig gekrümmt sind und gut entwickelte Pulvilli aufweisen, die in einen stielförmigen Basipulvillus und einen lamellenförmigen Distipulvillus unterteilt sind. Die Kanäle der Duftdrüsen am Metathorax führen zu Peritremata (vorragende Öffnung der Stigmen), die in der Regel schwammig ausgebildet sind. Mit Ausnahme der Aradoidea tragen die Sterna des dritten bis siebten Hinterleibssegments lateral (seitlich) je zwei Trichobothrien (bei den Pentatomoidea, mit Ausnahme mancher Podopinae und wenige andere Taxa nur eine) oder das dritte und vierte Sternum trägt lateral oder submedial zwei oder mehr und am fünften bis siebten Sternum seitlich zwei oder mehr (die übrigen Untergruppen), in der Regel kurze Trichobothrien. Nur selten sind sie in ihrer Zahl reduziert, oder fehlen vollständig.
Die Eier haben in der Regel drei Mikropylen und diesen jeweils zugehörige Fortsätze.

## Lebensweise
Anders als bei den meisten übrigen Wanzenarten handelt es sich bei den Pentatomomorpha hauptsächlich um pflanzenfressende Tiere; allesfressende und räuberische Arten wie z. B. manche Arten der Asopinae und Geocoridae sind deutlich seltener. In der Regel ernähren sie sich hauptsächlich an Pflanzenarten der Eudikotyledonen oder Monokotyledonen. Es gibt jedoch auch Arten die spezialisiert an Rinde (Rindenwanzen), an Pilzen (Rhyparochromidae) oder vergesellschaftet mit Termiten (Termitaphididae) leben. Bei vielen Familien der Lygaeoidea und Coreoidea ist die Ernährung von Samen vorherrschend, wobei ansonsten die übrigen pflanzenfressenden Arten der Pentatomomorpha an den Gefäßen der Pflanzen saugen. Wie auch bei den Miroidea aus der Teilordnung der Cimicomorpha treten auch monophage Arten auf, die nur an bestimmten Pflanzenarten saugen.

## Taxonomie und Systematik
Eine Multigen-Studie aus dem Jahr 2012 bestätigte nicht nur die Monophylie der sieben Teilordnungen der Wanzen aufgrund molekularer Phylogenie, sie zeigte auch, dass die Pentatomomorpha am wahrscheinlichsten mit der Teilordnung der Cimicomorpha nächst verwandt ist. Die Verwandtschaftsverhältnisse innerhalb der Teilordnung sind wenig erforscht und noch größtenteils unklar. Eine Untersuchung anhand von mtDNA und rDNA aus dem Jahr 2005 bestätigte im Wesentlichen die bis dahin vermuteten Verwandtschaftsverhältnisse anhand von morphologischen Untersuchungen. Demnach erscheint sicher, dass die Überfamilie Aradoidea in einem Schwestergruppenverhältnis zu den übrigen Überfamilien steht, die zum monophyletischen Taxon Trichophora zusammengefasst werden. Diese wiederum teilt sich in zwei Verwandtschaftslinien. Die eine umfasst die Pentatomoidea, die andere die Lygaeoidea, Coreoidea und Pyrrhocoroidea. Dabei wurde die Monophylie der Pentatomoidea bestätigt, die Pyrrhocoroidea zeigten sich als polyphyletisch, die Monophylie der Lygaeoidea wurde nur schwach bestätigt und auch die Coreoidea waren bei den meisten untersuchten Parametern polyphyletisch.
Die Teilordnung umfasst nach Schuh & Slater (1995), ergänzt um die neueren Arbeiten von Henry (1997) zu den Pentatomomorpha und Grazia, Schuh & Wheeler (2008) zu den Pentatomoidea folgende Überfamilien und Familien:
- Teilordnung Pentatomomorpha (Baumwanzen i. w. S.)
  - Überfamilie Aradoidea
    - Familie Rindenwanzen (Aradidae)
    - Familie Termitaphididae

  - Überfamilie Coreoidea
    - Familie Krummfühlerwanzen (Alydidae)
    - Familie Randwanzen oder Lederwanzen (Coreidae)
    - Familie Glasflügelwanzen (Rhopalidae)
    - Familie Hyocephalidae
    - Familie Stenocephalidae

  - Überfamilie Idiostoloidea
    - Familie Henicocoridae
    - Familie Idiostolidae

  - Überfamilie Lygaeoidea
    - Familie Artheneidae
    - Familie Stelzenwanzen (Berytidae)
    - Familie Schmalwanzen (Blissidae)
    - Familie Colobathristidae
    - Familie Cryptorhamphidae
    - Familie Cymidae
    - Familie Geocoridae
    - Familie Heterogastridae
    - Familie Bodenwanzen oder Langwanzen (Lygaeidae)
    - Familie Malcidae
    - Familie Ninidae
    - Familie Oxycarenidae
    - Familie Pachygronthidae
    - Familie Meldenwanzen (Piesmatidae)
    - Familie Rhyparochromidae

  - Überfamilie Pentatomoidea
    - Familie Stachelwanzen oder Bauchkielwanzen (Acanthosomatidae)
    - Familie Canopidae
    - Familie Erdwanzen (Cydnidae)
    - Familie Corimelaenidae
    - Familie Dinidoridae
    - Familie Lestoniidae
    - Familie Megarididae
    - Familie Baumwanzen (Pentatomidae)
    - Familie Phloeidae
    - Familie Kugelwanzen (Plataspididae)
    - Familie Schildwanzen (Scutelleridae)
    - Familie Tessaratomidae
    - Familie Thaumastellidae
    - Familie Urostylididae
    - Familie Saileriolidae

  - Überfamilie Pyrrhocoroidea
    - Familie Largidae
    - Familie Feuerwanzen (Pyrrhocoridae)

## Belege